# Кока Костянтин Панасович
Костянтин Панасович Кока (1895, село Піски Полтавської губернії, тепер Полтавської області — ?) — радянський діяч, голова Полтавського і Шепетівського окрвиконкомів.

## Життєпис
Член РКП(б) з 1918 року.
У 1923 — жовтні 1924 року — голова виконавчого комітету Полтавської окружної ради Полтавської губернії.
У 1927 — вересні 1929 року — голова виконавчого комітету Шепетівської окружної ради.
У 1929—1930 роках — голова Всеукраїнського комітету Спілки працівників освіти.
До 1935 року — заступник голови виконавчого комітету Старобільської міської ради Донецької області.
У 1935 році заарештований органами НКВС. Київським обласним судом 9 серпня 1935 року засуджений до 3 років позбавлення волі. Реабілітований в 1956 році. Подальша доля невідома.